# Sent Joanh de Castilhonés
Sent Joanh deth Castilhonés (en francès Saint-Jean-du-Castillonnais) és un municipi francès, situat a la regió d'Occitània, departament de l'Arieja.